# Andrew av Fløtum

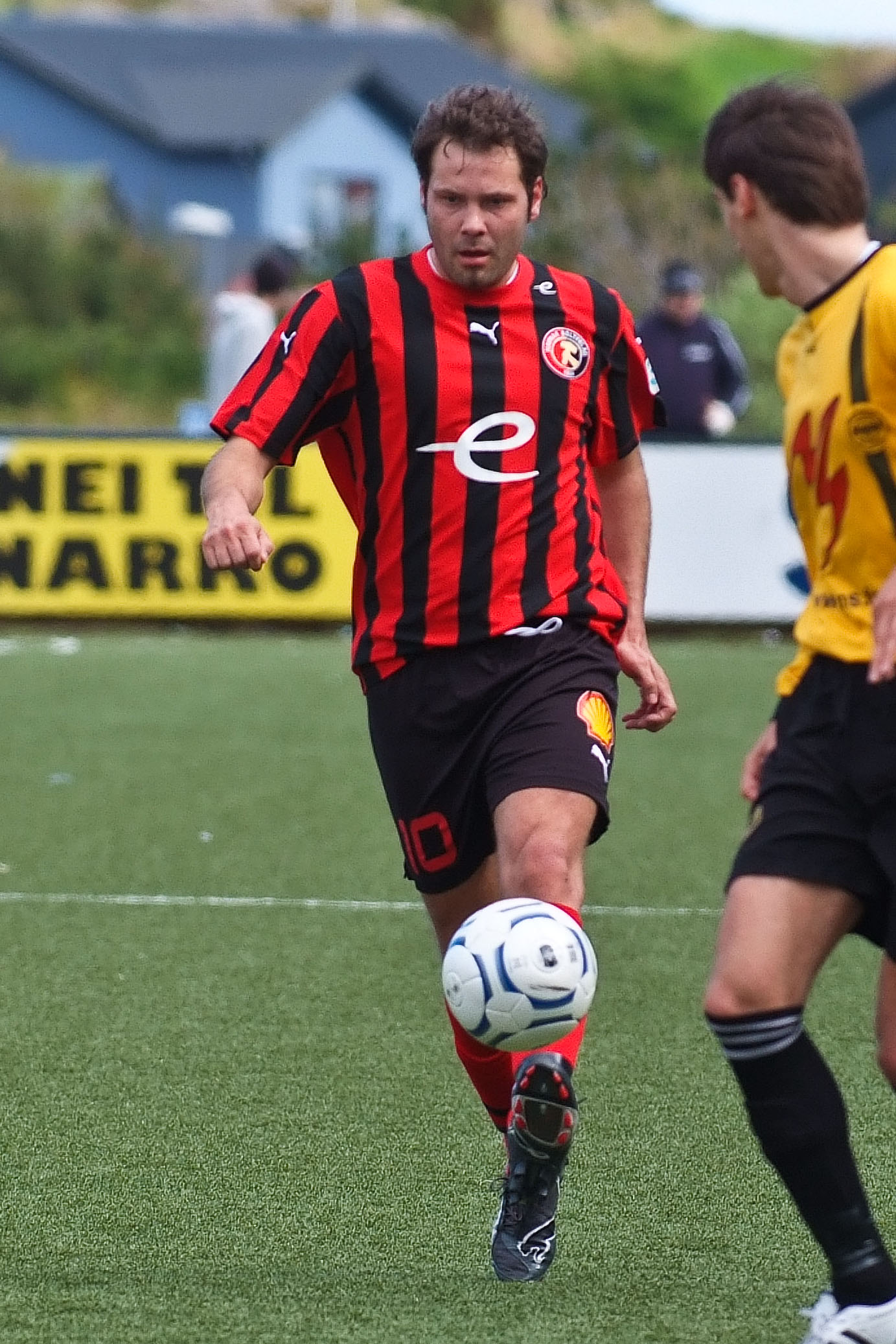
Andrew av Fløtum i en match för HB Tórshavn år 2008.

Andrew av Fløtum, född 13 juni 1979 i Torshamn, är en färöisk fotbollsspelare. Han spelar för närvarande för huvudstadsklubben Havnar Bóltfelag Tórshavn. Han gjorde sin debut för klubben år 1996, och spelade där fram till år 2003. År 2003 gick han till den danska fotbollsklubben Fremad Amager, där han spelade i fyra år fram till år 2007. Sedan år 2007 spelar han återigen för sin moderklubb, HB Tórshavn. 